# Квінт Фабій Амбуст (військовий трибун з консульською владою 390 року до н. е.)
Квінт Фа́бій Амбу́ст (лат. Quintus Fabius Ambustus; ? — 389 до н. е.) — політичний та військовий діяч Римської республіки, військовий трибун з консульською владою 390 року до н. е.

## Життєпис
Походив з патриціанського роду Фабіїв. Був сином Марка Фабія Вібулана, консула 442 року до н. е. та онуком Квінта Фабія Вібулана, консула 467, 465, 459 років до н. е. Його братами були Нумерій Фабій Амбуст та Кезон Фабій Амбуст, які також були у свій час обрані військовими трибунами.
У 391 році до н. е., коли галли вторглися до Італійського півострова, сенат відправив до них на перемовини з вимогами не нападати на союзників Риму Квінта з його братами, але вони через відсутність дипломатичного хисту провалили їх, вели себе зухвало, а Квінт ще й вбив одного з галльських вождів. Галли почали вимагати від сенату видати їм братів Фабіїв, сенат згодився, але віддав рішення на поталу народних зборів, а вони не видали братів, що можливо стало для вторгнення галлів і взяття ними Риму в подальшому. А Квінта Фабія ще й вибрали народним трибуном з консульською владою у 390 році до н. е. разом з його братом Нумерієм.    
Коли галли на чолі з Бренном 390 року до н. е. виступили проти Римської республіки і атакували біля Алії трибунів з римськими військами, командири римлян не побудували перед боєм табір і не змогли надати організований опір галлам, так що ті зрештою здобули легку перемогу. Невідомо, де знаходився Квінт Фабій в наступні місяці, коли галли захопили Рим та облягали Капітолій. Можливо, він був у Вейях, куди втекла велика частина уцілілих в бою римлян. Як тільки закінчився термін трибуната Фабія, його притяг до суду народний трибун Гней Марцій, але Квінт помер ще до суду або наклав на себе руки. 